# Comté d'Iredell
Le comté d'Iredell est un comté situé dans l'État de Caroline du Nord aux États-Unis. Son siège est la ville de Statesville et sa plus grande ville est Mooresville. Il est nommé en l'honneur de James Iredell, juge qui a siégé à la cour suprême de 1790 à 1799.

## Géographie
Le comté d'Iredell est situé dans la région du Piedmont au centre de la Caroline du Nord. La section nord-ouest du comté contient les Brushy Mountains (en), un chaînon profondément érodé des montagnes Blue Ridge. Le point le plus élevé dans le comté d'Iredell est Fox Mountain, qui s'élève à 1 760 pieds. Bien que les "Brushies", comme on les appelle souvent localement, ne soient pas très élevées, elles dominent de façon proéminente la campagne environnante. Le reste du comté d'Iredell consiste en des campagnes doucement ondulées occasionnellement marquées par des collines faibles et de petites vallées fluviales. La plus grande rivière du comté, la Catawba, forme une grande partie de sa frontière occidentale. Le lac Norman, le plus grand lac artificiel de Caroline du Nord, est la caractéristique géographique la plus importante du comté d'Iredell au sud. On appelle souvent la «mer intérieure» de la Caroline du Nord. Le tiers nord du comté d'Iredell est très rural et ne contient pas de grandes villes.
Le comté d'Iredell possède d'importantes infrastructures de transport. L'Interstate 77 et l'Interstate 40 se croisent au nord-est de Statesville. Cela a donné naissance au slogan du comté "Crossroads for the Future". Les résidents ont un accès facile vers le sud par l'I-77 vers Charlotte; au nord vers Elkin, et Roanoke, en Virginie. Vers l'est sur l'I-40 vers Winston-Salem, Greensboro et Raleigh et vers l'ouest jusqu'à Hickory, et Asheville.
Le comté d'Iredell est l'un des comtés les plus longs de l'état. Il s'étend sur près de 50 milles du nord au sud du comté de Yadkin, au nord, jusqu'au comté de Mecklenburg au sud. Le comté est divisé en dix-sept townships: Barringer, Bethany, Chambersburg, Concord, Coddle Creek, Cool Springs, Davidson, Eagle Mills, Fallstown, New Hope, Olin, Sharpesburg, Shiloh, Statesville, Turnersburg et Union Grove Harmony.

## Démographie
| 1790  | 1800  | 1810   | 1820   | 1830   | 1840   |
| ----- | ----- | ------ | ------ | ------ | ------ |
| 5 430 | 8 856 | 10 972 | 13 071 | 14 918 | 15 685 |

| 1850   | 1860   | 1870   | 1880   | 1890   | 1900   |
| ------ | ------ | ------ | ------ | ------ | ------ |
| 14 719 | 15 347 | 16 931 | 22 675 | 25 462 | 29 064 |

| 1910   | 1920   | 1930   | 1940   | 1950   | 1960   |
| ------ | ------ | ------ | ------ | ------ | ------ |
| 34 315 | 37 956 | 46 693 | 50 424 | 56 303 | 62 526 |

| 1970   | 1980   | 1990   | 2000    | 2010    | - |
| ------ | ------ | ------ | ------- | ------- | - |
| 72 197 | 82 538 | 92 931 | 122 660 | 159 437 | - |

## Communautés

### Cities
- Statesville
- Mooresville

### Towns
- Davidson
- Harmony
- Love Valley
- Troutman

### Census-designated places
- Stony Point

### Zones non incorporées
- Houstonville
- Mount Mourne
- Union Grove